# Sveti Boštjan
Sveti Boštjan, v drugih jezikih sveti Sebastjan, rimski vojak,  krščanski svetnik in mučenec, * 256, Milano ali Narbonne, † 20. januar 288, Rim.

## Življenje
Po legendi je bil Boštjan stotnik garde cesarja Karina in javni kristjan. Po smrti cesarja 
Numerijana Karina je prišel na oblast nasilni cesar Dioklecijan, ki ga je, ko je izvedel za njegovo krščansko vero, obsodil na smrt. Ukazal je, naj ga privežejo h kolu ter naj ga strelci usmrtijo s puščicami. Misleč, da je mrtev, so ga pustili ležati. Rešila ga je pobožna vdova Irena, ki ga je hotela pokopati, ko pa je videla, da je živ, ga je negovala, da je ozdravel. Po okrevanju se je vrnil k Dioklecijanu in se ponovno izpovedal za kristjana. Dioklecijan je zaradi tega ukazal, da ga v cirkusu ubijejo s kiji, njegovo truplo pa se naj vrže v Cloaco Maximo, mestni komunalni odtok v bližini reke Tibere. Neka kristjanka z imenom Lucina je na skrivaj odpeljala Boštjanovo truplo, ki so ga pokopali ob Apijevi cesti. Na tem mestu so kasneje zgradili baziliko, ki spada med sedem zgodnjekrščanskih romarskih cerkva v Rimu. Dragocene relikvije tega mučenca so danes shranjene pod oltarjem prve stranske kapele, za Giorgettijevim kipom. Po svetniku se imenujejo tudi katakombe v Rimu, v katere je vstop poleg bazilike svetega Boštjana.

## Zavetnik
Sveti Boštjan spada med najbolj čaščene svetnike. Je zavetnik (patron) proti kugi, njegovi priprošnji se pripisuje hitro prenehanje te bolezni v Rimu leta 680. Boštjan je zavetnik umirajočih, železarjev, lončarjev, vrtnarjev, strojarjev, policistov, zaščitnih društev, vojakov, vojnih invalidov in kopalcev vodnjakov.

## Ikonografija
Legenda svetega Boštjana se je razvila v 5. stoletju, ko je leta 680 v Rimu prenehala epidemija kuge. Okoli Boštjanovega praznika poznamo mnogo običaje, tako na primer romanja in razdeljevanje Boštjanovih kruhov. Ker je Boštjan od nekdaj spadal med ljudske svetnike, so ga opevali tudi v ljudskih pesmih.

## Upodobitve
Tipična upodobitev sv. Boštjana predstavlja kot vojaka, pogosto oboroženega s ščitom in mečem. Na slikah je Boštjan prikazan kot mlad, pogosto izrazito lep moški, privezan je k drevesu in/ali preboden s puščicami. V stolnici starodavnega kastiljskega mesta Palencia je El Grecova slika, ki ga prikazuje golega, s puščico v srcu. Na barvnem oknu strasbourške stolnice je prikazan kot vojak. Mladostno Rafaelovo delo v galeriji v Bergamu pa prikazuje Boštjana popolnoma oblečenega, s puščico v desni roki.

## Godovni dan
- Katoliški: 20. januar
- Evangeličanski: 20. januar
- Pravoslavni: 24. oktober ali 18. december